# Thomas Dabre
Thomas Dabre (sinh 1945) là một Giám mục người Ấn Độ của Giáo hội Công giáo Rôma. Ông hiện đảm trách vị trí Giám mục chính tòa Giáo phận Poona. Trước đó, ông cũng từng đảm trách nhiều vai trò khác nhau như Giám mục chính tòa Giáo phận Vasai, Giám mục phụ tá Tổng giáo phận Bombay, Giám quản Tông Tòa Giáo phận Vasai và Tổng thư kí Hội đồng Giám mục Ấn Độ [C.C.B.I.].

## Tiểu sử
Giám mục Thomas Dabre sinh ngày 23 tháng 10 năm 1945 tại Bhuigaon, thuộc Ấn Độ. Sau quá trình tu học dài hạn tại các cơ sở chủng viện theo quy định của Giáo luật, ngày 31 tháng 10 năm 1971, Phó tế Dabre, 27 tuổi, tiến đến được truyền chức linh mục. Tân linh mục cũng là thành viên của linh mục đoàn Tổng giáo phận Bombay.
Với gần 15 năm thực hiện các hoạt động mục vụ giáo dân với tư cách là một linh mục, ngày 2 tháng 4 năm 1990, tin tức được Tòa Thánh cho phổ biến, cho hay Giáo hoàng đã quyết định bổ sung linh mục Thomas Dabre vào hàng ngũ các giám mục, với chức danh Giám mục phụ tá Tổng giáo phận Bombay, và danh hiệu Giám mục Hiệu tòa Arae in Numidia. Lễ tấn phong cho vị tân chức được cử hành cách trọng thể sau đó vào ngày 27 tháng 5 cùng năm, với phần nghi lễ chính yếu của việc truyền chức Giám mục do ba giáo sĩ cấp cao đảm nhận. Chủ phong vị giám mục tân cử là Hồng y Ignatius Pimenta, Tổng giám mục chính tòa Tổng giáo phận Bombay. Hai vị khác với vai trò phụ phong gồm có Giám mục Longinus Gabriel Pereira, Giám mục Phụ tá Bombay và Giám mục Ferdinand Joseph Fonseca, cũng là một giám mục phụ tá khác của Bombay. Tân giám mục chọn cho mình châm ngôn:Building the spiritual life of the people.
Gần tám năm sau khi chính thức được truyền chức và thực hiện các hoạt động trên cương vị Giám mục Phụ tá các Bombay, ngày 22 tháng 5 năm 1998, Tòa Thánh cho công bố quyết định thuyên chuyển Giám mục Thomas Dabre đến Giáo phận Vasai với chức vị Giám mục chính tòa Giáo phận này.
Hơn mười năm trên cương vị người cha tinh thần của giáo phận Vasai của Giám mục Dabre đột ngột kết thúc với quyết định ban hành ngày 4 tháng 4 năm 2009, qua đó Tòa Thánh công bố việc thuyên chuyển Giám mục Thomas Dabre đến nhiệm sở mới, cụ thể là làm Giám mục chính tòa Giáo phận Poona. Từ ngày quyết định được phổ biến đến ngày 11 tháng 10 năm 2009, ông còn là Giàm quản Tông Tòa Giáo phận Vasai.
Ngoài các chức danh chính thức từ phía Tòa Thánh, từ năm 1998 đến năm 2005, Giám mục Thomas Dabre còn đảm nhận thêm vị trí Tổng Thư kí Hội đồng Giám mục Ấn Độ.